# 久木田紳吾
久木田 紳吾（くきた しんご、1988年9月24日 - ）は、熊本県熊本市出身の元サッカー選手。ポジションはディフェンダーおよびフォワード。

## 来歴
小学校3年から本格的にサッカーを始め、熊本県立熊本高等学校へ進学。熊本高では県大会ベスト8が最高であった。
高校卒業後、東京大学教養学部理科2類に進学し、3年時からは工学部都市工学科都市計画コースを専攻。東大の入学式で挨拶に立った東大教授の福島智の「誰も挑戦したことのないことに、挑戦することに価値がある」という言葉に感銘を受け、「本気で『東大出身者で初のJリーグ入り』を目指す」と公言するようになった。
東大ではア式蹴球部に所属し、2010年に主将を務め、大学東京都選抜に選ばれた一方、卒業後のJリーグ入りを目指して自分のプレー映像が入ったDVDを作成し、これを各クラブに送付するなどのアピールも行った。するとJ1・J2の4クラブから練習参加のオファーが届きこれに参加、その中でファジアーノ岡山から獲得のオファーを受けた。ファジアーノ岡山にとって初めて、そして2015年10月現在で唯一の特別指定選手制度の活用による受け入れ選手となり、翌2011年正式に入団した。
2011年シーズンは、7月3日の愛媛FC戦（ニンジニアスタジアム）で後半途中出場でリーグ戦初ゴールを挙げるなど、主にスーパーサブ的存在として27試合に出場（4得点）。12月3日の徳島ヴォルティス戦では後半アディショナルタイムに決勝ゴールを挙げ、徳島のJ1昇格を結果として阻止することとなった（2011年J2最終節を参照）。2012年は松本山雅FCに期限付き移籍したが怪我の影響もあって出場は7試合にとどまった。
2013年シーズンは岡山へ復帰。同年6月6日、フリーアナウンサーの上杉桜子と結婚。
2016年シーズンは右アキレス腱断裂の影響もあり、リーグ戦出場0試合に終わった。
2018年、ザスパクサツ群馬へ完全移籍。
2019年12月11日、同シーズンをもって現役引退することを発表した。翌年4月、SAPジャパンに入社した。

## 所属クラブ
- 熊本YMCA FC
- 2004年 - 2006年 熊本県立熊本高等学校
- 2007年 - 2010年 東京大学
  - 2010年 ファジアーノ岡山 (特別指定選手[1])
- 2011年 - 2017年 ファジアーノ岡山
  - 2012年 松本山雅FC（期限付き移籍）
- 2018年 - 2019年 ザスパクサツ群馬

## 個人成績
| 国内大会個人成績 | 国内大会個人成績 | 国内大会個人成績 | 国内大会個人成績 | 国内大会個人成績 | 国内大会個人成績 | 国内大会個人成績 | 国内大会個人成績 | 国内大会個人成績 | 国内大会個人成績 | 国内大会個人成績 | 国内大会個人成績 |
| 年度             | クラブ           | 背番号           | リーグ           | リーグ戦         | リーグ戦         | リーグ杯         | リーグ杯         | オープン杯       | オープン杯       | 期間通算         | 期間通算         |
| 年度             | クラブ           | 背番号           | リーグ           | 出場             | 得点             | 出場             | 得点             | 出場             | 得点             | 出場             | 得点             |
| 日本             | 日本             | 日本             | 日本             | リーグ戦         | リーグ戦         | リーグ杯         | リーグ杯         | 天皇杯           | 天皇杯           | 期間通算         | 期間通算         |
| ---------------- | ---------------- | ---------------- | ---------------- | ---------------- | ---------------- | ---------------- | ---------------- | ---------------- | ---------------- | ---------------- | ---------------- |
| 2010             | 岡山             | 37               | J2               | 4                | 0                | -                | -                | -                | -                | 4                | 0                |
| 2011             | 岡山             | 35               | J2               | 27               | 4                | -                | -                | 2                | 0                | 29               | 4                |
| 2012             | 松本             | 35               | J2               | 7                | 0                | -                | -                | 0                | 0                | 7                | 0                |
| 2013             | 岡山             | 19               | J2               | 29               | 3                | -                | -                | 2                | 0                | 31               | 3                |
| 2014             | 岡山             | 19               | J2               | 37               | 3                | -                | -                | 1                | 0                | 38               | 3                |
| 2015             | 岡山             | 3                | J2               | 21               | 0                | -                | -                | 0                | 0                | 21               | 0                |
| 2016             | 岡山             | 3                | J2               | 0                | 0                | -                | -                | 0                | 0                | 0                | 0                |
| 2017             | 岡山             | 3                | J2               | 27               | 2                | -                | -                | 1                | 0                | 28               | 2                |
| 2018             | 群馬             | 13               | J3               | 31               | 1                | -                | -                | 0                | 0                | 31               | 1                |
| 2019             | 群馬             | 13               | J3               | 12               | 0                | -                | -                | 0                | 0                | 12               | 0                |
| 通算             | 日本             | 日本             | J2               | 152              | 12               | -                | -                | 6                | 0                | 158              | 12               |
| 通算             | 日本             | 日本             | J3               | 43               | 1                | -                | -                | 0                | 0                | 43               | 1                |
| 総通算           | 総通算           | 総通算           | 総通算           | 195              | 13               | -                | -                | 6                | 0                | 201              | 13               |

- 2010年は特別指定選手として出場。
- Jリーグ初出場：2010年10月31日 J2 第32節 vs栃木SC戦 (栃木県グリーンスタジアム)
- Jリーグ初得点：2011年7月3日 J2 第19節 vs愛媛FC戦 (ニンジニアスタジアム)

## 選抜歴
- 2010年 東京都大学選抜